# 大神善吉
大神 善吉（おおがみ ぜんきち、1896年（明治29年）6月21日 - 1967年（昭和42年）10月27日）は、大正末から昭和期の実業家、政治家。衆議院議員（1期）、福岡県筑紫郡春日村長。

## 経歴
福岡県福岡市中小路（現博多区上呉服町）で、大神鹿吉、イノの二男として生まれる。幼くして父が死去し、御供所小学校（現福岡市立博多小学校）在学中は野菜の行商を行う。小学校卒業後、石屋、大工として奉公したが、上京し苦学して、1923年（大正12年）中央大学経済科を卒業した。
品川区会議員、立憲政友会院外団などで活動した。1938年（昭和13年）兄・恒吉の死去に伴い福岡県筑紫郡春日村（春日町を経て現春日市）に戻り、大神組を継承し土木建築請負業を営んだ。警防団長を務め、1944年（昭和19年）春日村長に就任し1年間在任した。
戦後は進駐軍の施設建設を請負って巨万の富を築いた。1947年（昭和22年）4月、第23回衆議院議員総選挙で福岡県第1区から、無所属で出馬して当選し、第一議員倶楽部、社会革新党に所属して衆議院議員に1期在任した。その後、2回の落選を経て政界を引退した。
また、瑞穂工業社長などを務めた。姪の勝野照代は衆議院議員の織田正信の妻となり、織田との死別後は東京都港区赤坂で「料亭照川」を経営していた。照代は俳優の瑳川哲朗と再婚した。
1967年（昭和42年）10月27日死去、71歳。死没日をもって勲四等瑞宝章追贈（勲七等からの昇叙）、従五位に叙される。

## 国政選挙歴
- 第23回衆議院議員総選挙（福岡県第1区、1947年4月、無所属）当選[4]
- 第24回衆議院議員総選挙（福岡県第1区、1949年1月、社会革新党）落選[8]
- 第25回衆議院議員総選挙（福岡県第1区、1952年10月、協同党）落選[8]